# Бајо Станишић
Бајо Станишић (Винићи, 1890–1943) био је официр у војскама Краљевине Црне Горе и Краљевине Југославије. Учествовао је у Првом балканском, Другом балканском, Првом свјетском и Другом свјетском рату. Пред Други свјетски рат био је пуковник Војске Краљевине Југославије и командовао је пуком на југословенско-албанској граници. За вријеме Тринаестојулског устанка, био је савјетник у Привременој врховној националноослободилачких трупа Црне Горе. Послије неуспјеха устанка радио је организовању четничких јединица и подривању партизанског покрета. У договору са Италијанима, Станишић је 11. фебруара 1942. отворено иступио против партизана и ступио у службу Италијана. Убијен је у борби са партизанима у манастиру Острог.

## Биографија
Рођен је је у Винићима код Даниловграда, 16. маја 1890. године, од оца Јакова и мајке Живане (ђев. Никчевић). Отац Јаков је први официр из братства Станишића. Командовао је Винићком четом, да би, након унапређења када постаје потпуковник и командант батаљона у Санџачкој војсци код сердара Јанка Вукотића, предао команду над Винићком четом свом сину Бају.
Основну школу завршио је у Барама Шумановића, а подофицирску школу на Цетињу 1907. године. Завршио је официрску школу на Цетињу 1912. године.
У Првом и Другом балканском рату био је командир Винићке чете. Рањен је на Скадру 29. октобра 1912. године. Произведен је у чин активног пјешадијског поручника 13. новембра 1913. године. У Првом светском рату је официр, па је 1916. године интерниран у аустроугарски логор Болдогасоњ у ком је провео време до пада Аустроугарске 1918. године. Примљен је у југословенску краљевску војску, па је службовао у Београду, Марибору, Билећи и Требињу.
Послије Првог свјетског рата ступио је у краљевску југословенску војску. У чин пуковника унапријеђен је 1936. У Билећи је вршио дужност командира Подофицирске академије.

### Други свјетски рат
За вријеме Априлског рата био је командант 38. пука (у саставу Комског одреда Зетске дивизије Треће армије) који је једини напредовао код Скадра против Италијана у војним операцијама. По капитулацији се повезао са црногорским официрима, међу којима су били Павле Ђуришић и Ђорђије Лашић и почео припреме за дизање устанка.

### Тринаестојулски устанак
За вријеме Тринаестојулског устанка 1941. био је члан привремене команде народноослободилачких група Црне Горе. Послије устанка боравио је на подручју Винића и неко вријеме био је без икакве функције. Крајем јесени се налазио у штабу Вражегримско-Павковићко-Петрушинског Народноослободилачког покрета. 21. септембра мјесеца 1941. године код Петровца на Мору долази до искрцавања југословенско-британске обавјештајне мисије енглеског капетана Била Хадсона и официра краљевске војске мајора Захарија Остојића и Мирка Лалатовића. Они се почетком октобра састају са Бајом Станишићем, када му достављају документ којим га Краљевска влада из Лондона поставља за команданта националних трупа Црне Горе и Херцеговине.

### Сарадња са Италијанима
У зиму долази до наглог преласка појединих дјелова КПЈ на тзв. другу фазу револуције (социјална револуција), услед чега долази до бројних злочина комуниста над ученим и угледним људима из периода прије рата. Након оваквих "лијевих скретања", пуковник Бајо Станишић је протестно напустио Врховни штаб устаничке војске и са Бјелопавлићима формирао четничку формацију чији је био командант.
Са италијанским представницима је направио споразум 11. фебруара 1942. године у селу Рсојевићи, код Даниловграда и отворено се изјашњавао против НОП-а. Споразум Станишића и команданта италијанске дивизије Таро од 17. фебруара 1942. био је први у низу италијанско-четничких званичних споразума. У марту 1942. године, Алесандро Пирцио-Бироли успио је да направи коалицију између четника и зеленаша. Под патронатом окупатора Црна Гора је подијељена на три сектора од којих један припада зеленашима Крста Поповића, а друга два четницима Баја Станишића и Павла Ђуришића. Био је у свим борбама које су се водиле на простору Црне Горе читаве 1942. године.

### Пораз на Неретви
Михаиловић је крајем децембра 1942. замислио план о уништењу партизана у западној Босни уз италијанску подршку и у ком би учествовале четничке јединице које су биле организоване као италијанске помоћне трупе. По том плану би четничке јединице из Лике, сјеверне Босне, сјеверне Далмације, Херцеговине и Црне Горе опколе и униште партизанску слободну територију, што би четницима омогућило да контролишу јадранско залеђе и ту сачекају очекивано савјезничко искрцавање. Михаиловић је даље осмислио један план о операцијама кад се Савезници искрцају на обалу. Према томе плану, пуковник Станишић требало је да дође из Црне Горе обалом и заузети Сплит, гдје ће се ставити под команду војводе Трифуновића-Бирчанина. Њихове здружене снаге би се спојиле са онима из сјеверне Далмације, западне Босне и Лике и кренуле на сјевер.
Почетком 1943. пуковник Станишић се налазио у Херцеговини, организујући своје одреде ради уништења партизанског покрета. Јединице пуковника Станишића Италијани су у фебруару возовима превезли из Никшића у Мостар ради учешћа у борбама.
У јесен 1943. са генералом Блажом Ђукановићем је преселио свој штаб у манастир Острог.
Врховни партизански штаб дао је задатак Петој пролетерској црногорској бригади да опседне и ликвидира Станишићев и Ђукановићев штаб у самом Острогу.
Напад је почео 17. октобра 1943. Зидине острошког манастира тучене су топовима. Блажо Ђукановић и Бајо Станишић су давали жилав отпор из самог манастира.
Пуковник Станишић се повукао у Горњи острошки манастир, мислећи да ће му стићи помоћ из Никшића.
После 4 дана опсаде, 21. октобра предао се први генерал Ђукановић са нешто војника, а затим је осуђен на смрт и стрељан.
Једини отпор је остао да пружа пуковник Станишић са своја три синовца.
И поред партизанског повика да се преда, Станишић остаје до краја.
Пред његову смрт, самоубиства су извршили његови синовци, а он је погинуо пуцајући са прозора Острошког манастира.
Тело му је бачено низ острошке литице.
Бајо није био пуковник, већ бригадни генерал. Ипак, у народу је остао упамћен као пуковник. Наиме, југословенска краљевска влада у Лондону је ријетко засједала, свега неколико пута годишње.
На сједници владе одржаној у јулу 1943. године, одлучено је да се пуковник Бајо Јаковов Станишић унаприједи у чин бригадног генерала. Међутим, та одлука није писмено потврђена на тој сједници, већ тек на наредној која је одржана почетком 1944. године. Као што је познато, Бајо је убијен у Острогу, октобра 1943. године.

## Приватни живот
Бајова жена Видосава је била од Петровића из неготинске Крајине, праунука српског јунака Вељка Петровића.
Бајова рођена тетка Новка, била је жена Тодора Кадића.